# Orgilus dolosus
Orgilus dolosus är en stekelart som beskrevs av Muesebeck 1970. Orgilus dolosus ingår i släktet Orgilus och familjen bracksteklar. Inga underarter finns listade i Catalogue of Life.